# História de Almeirim
A ocupação humana da actual área do concelho de Almeirim é muito antiga. Terão sido a proximidade do rio Tejo e a riqueza natural os factores que terão contribuído para a instalação de homens nesta região. Existem vestígios da presença humana desde a pré-história até à época romana, por todo o vale do Tejo. Exemplos da presença humana no concelho são o concheiro epipaleolítico do vale da Fonte da Moça, os marcos miliários recentemente identificados, pertencentes à via romana que ligava Lisboa a Mérida e ainda a villa romana de Azeitada em Benfica do Ribatejo.